# Marjana Deržaj
Marjana Deržaj, slovenska pevka zabavne glasbe, * 25. maj 1936, Ljubljana, Slovenija, † 18. januar 2005, Ljubljana.

## Življenjepis
Pevsko pot je začela v mladih letih po ljubljanskih klubih. Že pri desetih je zapela v opernem zboru pri predstavi Carmen. Pozneje je veliko nastopala tako na televiziji kot na radiu. Pela je na festivalih Slovenske popevke in v narodnozabavni skupini Dobri znanci.
Prvič je na festivalu nastopila v Beogradu leta 1957. 1958 je na opatijskem festivalu zabavna glasbe zmagala s pesmijo Vozi me vlak v daljave (pela jo je v alternaciji z Beti Jurković), 1960 pa je pela na prvem festivalu jazza na Bledu. Leta 1964 je na Bledu zmagala s pesmijo Poletna noč, ki jo je uglasbil Mojmir Sepe, besedilo pa napisala Elza Budau, 1966. je na istem festivalu zmagala s pesmijo Ples oblakov, leta 1975 pa je prejela nagrado občinstva za pesem Mi smo taki, ki jo je prepevala skupaj z Bracem Korenom.
V šestdesetih letih je tekmovala tudi na jugoslovanskem tekmovanju za pesem Evrovizije in si leta 1964 s pesmijo Zlati april delila prvo mesto s Sabahudinom Kurtom, vendar je Jugoslavijo naposled predstavljal slednji, ker je dobil več najvišjih ocen žirije.
Posnela je 312 pesmi. Najbolj znana je Poletna noč, ki jo je prvič zapela leta 1957 na ljubljanskem radiu. Izdala je tudi veliko kaset in plošč:
- Kitare iz Meksika,
- Ptičje strašilo,
- Vrni se kdaj v Ljubljano,
- Življenje s pesmijo,
- Pesmi od srca ...

Njen mož je bil slovenski plezalec Ante Mahkota, s katerim sta imela hčer Tino, ki je priznana slovenska publicistka in prevajalka.
Po njeni smrti je Založba kaset in plošč RTV Slovenija izdala zgoščenko z naslovom Za vse poletne noči!, na kateri so zbrane največje uspešnice Marjane Deržaj. 20. 6. 2006 je pri Založbi Sanje izšla biografija Marjane Deržaj z naslovom Marjana - Zvezde padajo v noč; napisala jo je Katarina Lavš. Pri Založbi kaset in plošč je hkrati izšla istoimenska zgoščenka s posnetki, ki prej še niso izšli na nosilcu zvoka. Največ posnetkov je iz arhiva RTV Slovenija.
Leta 1987 je bila nominirana za Dnevnikovo osebnost leta, leta 1995 pa je prejela viktorja za življenjsko delo.

## Nastopi na glasbenih festivalih

### Opatija
- 1958: Vozi me vlak v daljave (Privšek/A. Skale/Privšek)
- 1959: Prišla je pomlad (V. Stiasny/L. Svetek/F. Pomykalo) − 3. nagrada občinstva
- 1959: Spomin (V. Stiasny)
- 1960: Poljub v snegu (V. Stiasny/Svetek/B. Lesjak)
- 1960: Veselo na pot (M. Cerar/Svetek/Z. Černjul)
- 1960: Domov bi šel (J. Klemenčič/Svetek/B. Lesjak)

### Jugoslovanski izbor za Pesem Evrovizije
- 1961: Kako sva si različna (s Stanetom Mancinijem)
- 1964: Zlati april – 1. mesto si je delila s Sabahudinom Kurtom, ki je nazadnje odpotoval v København
- 1965: Škrat pri klavirju
- 1965: To je moj zlati sin
- 1965: Vzemi moj nasmeh
- 1967: Nebo na dlani
- 1969: Čarovnica − 8. mesto
- 1970: Sreča je spati na svojem – 10. mesto

### Zagrebški festival
- 1962: Toni, Toni (R. Mahalup/B. Chudoba/Z. Černjul)
- 1963: Rasprodana ploča (Mahalup/Chudoba/B. Hohnjec)
- 1963: Dečak s kraja ulice (T. Petrović/Đ. Marjanović/Černjul)
- 1964: Cipelica (I. Krajač/Krajač/Hohnjec)

### Slovenska popevka
| Leto | Pesem                          | Nagrade                                           |
| ---- | ------------------------------ | ------------------------------------------------- |
| 1962 | Kramljanje v mraku             |                                                   |
| 1962 | Zvezde padajo v noč            | 2. nagrada občinstva                              |
| 1962 | Glas stare ure                 |                                                   |
| 1962 | Na cesti                       |                                                   |
| 1962 | Deklica in cha-cha             |                                                   |
| 1963 | Janez                          |                                                   |
| 1963 | Orion                          | (nagrada za najboljšo glasbeno stvaritev)         |
| 1963 | Solza v očeh                   |                                                   |
| 1964 | Čez veliko let                 | (nagrada strokovne žirije za glasbo)              |
| 1964 | Poletna noč                    | 1. nagrada občinstva                              |
| 1964 | Rada te imam                   |                                                   |
| 1965 | Med teboj in menoj             |                                                   |
| 1965 | V Ljubljano                    | (nagrada za pesem o Ljubljani)                    |
| 1965 | Utrinek                        | 2. nagrada občinstva                              |
| 1966 | Na pragu                       |                                                   |
| 1966 | Ples oblakov                   | 1. nagrada strokovne žirije (nagrada za besedilo) |
| 1966 | Zaljubljeno drevo              |                                                   |
| 1968 | Ptičje strašilo                | 2. nagrada občinstva                              |
| 1968 | Cvet v laseh                   |                                                   |
| 1969 | Na Zmajskem mostu              |                                                   |
| 1969 | Začaran grad                   |                                                   |
| 1970 | Valeta (z Belimi vranami)      |                                                   |
| 1971 | Samo za naju dva               | 2. nagrada občinstva                              |
| 1972 | Hrepenenje majhnega zaliva     |                                                   |
| 1973 | Nič ne mine                    | 3. nagrada mednarodne žirije                      |
| 1975 | Mi smo taki (z Bracom Korenom) | 1. nagrada občinstva                              |
| 1976 | Ko gre tvoja pot od tod        | 3. nagrada občinstva                              |
| 1978 | Pesek                          |                                                   |

Leta 1974 je prejela veliko zlato plaketo Slovenske popevke.

### Dnevi slovenske zabavne glasbe – Šansoni
- 1977: Prodajalni non-stop
- 1978: Nedelja je
- 1979: Na poročni dan

## Glasbene uspešnice
- Zvončki in trobentice (1958)
- Orion (1963)
- Poletna noč (1964)
- V Ljubljano (1965)
- Ptičje strašilo (1968)
- To je moj zlati sin
- Ko gre tvoja pot od tod (1976)
- Zvezde padajo v noč
- Tujci

## Diskografija

### Albumi
- Za vse poletne noči (2001)
- Zvezde padajo... (2006)

#### Zlatna kolekcija (2013)
| Zlatna kolekcija (2013) | Zlatna kolekcija (2013)                                                  | Zlatna kolekcija (2013)                                  | Zlatna kolekcija (2013) |
| #                       | Pesem                                                                    | Glasba / besedilo / aranžma                              | Leto/festival           |
| ----------------------- | ------------------------------------------------------------------------ | -------------------------------------------------------- | ----------------------- |
| 1.                      | Vozi me vlak v daljave                                                   | Jože Privšek / Aleksander Skale / Privšek                | Opatija 58              |
| 2.                      | Samo ti (Only You)                                                       | B. Ram, A. Rand / Marjana Deržaj / Mario Rijavec         | 1959                    |
| 3.                      | V subotu na plesu                                                        | Zvonimir Krkljuš / A. Skale / M. Rijavec                 | 1959                    |
| 4.                      | I love you baby                                                          | Paul Anka / M. Deržaj / M. Rijavec                       | 1959                    |
| 5.                      | Ti-pi-tipso                                                              | Hienz Gietz, Kurt Feltz / M. Deržaj / M. Rijavec         | 1959                    |
| 6.                      | Prišla je pomlad                                                         | Vladimir Stiasny / Lev Svetek / Ferdo Pomykalo           | Opatija 59              |
| 7.                      | Veselo na pot                                                            | Matija Cerar / L. Svetek / Zlatko Černjul                | Opatija 60              |
| 8.                      | Domov bi šel                                                             | Janez Klemenčič / L. Svetek / Borut Lesjak               | Opatija 60              |
| 9.                      | Poljub v snegu                                                           | V. Stiasny / L. Svetek / B. Lesjak                       | Opatija 60              |
| 10.                     | Čolnič (z Beti Jurković)                                                 | V. Stiasny / L. Svetek / M. Rijavec                      | 1961                    |
| 11.                     | Zvončki in trobentice (z Beti Jurković in Miškom Hočevarjem)             | Tone Roš / Roš / M. Rijavec                              | 1961                    |
| 12.                     | Hiljade plavih balona (Le mille bolle blu)                               | C. A. Rossi, V. Pallavicini / Arsen Dedić / M. Rijavec   | 1961                    |
| 13.                     | Pepe                                                                     | D. Langdon, H. Wittstatt / M. Kinel / M. Rijavec         | 1961                    |
| 14.                     | Flamenco rock                                                            | P. Q. Cariaggi, G. Malgoni / M. Deržaj / M. Rijavec      | 1961                    |
| 15.                     | Basin street blues                                                       | S. Williams / A. Skale / M. Ferlež                       | 1961                    |
| 16.                     | Moj pozdrav, ljubavi (Bongiorno amore)                                   | C. Donida / Mario Kinel / M. Rijavec                     | 1961                    |
| 17.                     | Golobček (z Majdo Sepe)                                                  | V. Stiasny / L. Svetek / M. Rijavec                      | 1961                    |
| 18.                     | Banjo boy (z Majdo Sepe)                                                 | C. Niessen, B. Kaye / M. Deržaj / Mojmir Sepe            | 1961                    |
| 19.                     | Plave oči (Pretty Blue Eyes) (z Majdo Sepe)                              | T. Randazzo, B. Weinstein / Tugo Klasinc / M. Sepe       | 1961                    |
| 20.                     | O pomladi (z Majdo Sepe)                                                 | J. Privšek / Veno Taufer / M. Sepe                       | 1961                    |
| 21.                     | Deklica (Little Girl)                                                    | A. Schroeder, M. Hawkins / Gregor Strniša / M. Rijavec   | 1961                    |
| 22.                     | Majhen lunin žarek (Un piccolo raggio di luna)                           | B. Pisano, Nisa / G. Strniša / J. Privšek                | 1961                    |
| 23.                     | Ali ljubav - ne (Ma l'amore, no)                                         | D'Anzi, Galdieri / M. Kinel / M. Rijavec                 | 1961                    |
| 24.                     | Daj, kauboj (Dai, cowboy)                                                | Natisone / M. Kinel / M. Rijavec                         | 1961                    |
| 25.                     | Zvezde padajo v noč                                                      | Vilko in Slavko Avsenik / Ciril Zlobec / J. Robežnik     | Slovenska popevka 62    |
| 26.                     | Gitara u noći (Gitarren klingen leise durch die Nacht) (z Ninom Robićem) | H. Reipsch / M. Kinel / M. Rijavec                       | 1962                    |
| 27.                     | Pesem za dinar (z Ninom Robićem)                                         | M. Cerar / L. Svetek / M. Rijavec                        | 1962                    |
| 28.                     | Toni, Toni (s Kvartetom Melos)                                           | Rudolf Mahalup / Blanka Chudoba / Z. Černjul             | Zagreb 62               |
| 29.                     | San o ljetovanju (z Ninom Robićem)                                       | M. Kinel / M. Kinel / M. Rijavec                         | 1962                    |
| 30.                     | Serenada srca mog (Penny Serenade) (z Ninom Robićem)                     | M. Weersma / M. Kinel / M. Rijavec                       | 1962                    |
| 31.                     | Rasprodana ploča                                                         | R. Mahalup / B. Chudoba / Bojan Hohnjec                  | Zagreb 63               |
| 32.                     | Dečak s kraja ulice                                                      | Tihomir Petrović / Đorđe Marjanović / Z. Černjul         | Zagreb 63               |
| 33.                     | Kralj klovnov (King of Clowns)                                           | N. Sedaka, H. Greenfield / M. Bizjak / M. Rijavec        | 1963                    |
| 34.                     | Limbo rock                                                               | J. Sheldon, B. Strange / G. Strniša / M. Rijavec         | 1963                    |
| 35.                     | Telstar                                                                  | J. Meek, Mogol / G. Strniša / M. Rijavec                 | 1963                    |
| 36.                     | Non monsieur                                                             | H. Giraud, G. Frank / G. Strniša / M. Rijavec            | 1963                    |
| 37.                     | Janez                                                                    | V. S. Avsenik / Feri Souvan / B. Adamič                  | Slovenska popevka 63    |
| 38.                     | Drevo                                                                    | M. Sepe / G. Strniša / M. Sepe                           | Slovenska popevka 63    |
| 39.                     | Solze v očeh                                                             | V. S. Avsenik / F. Souvan / J. Robežnik                  | Slovenska popevka 63    |
| 40.                     | Orion                                                                    | Jure Robežnik / G. Strniša / J. Robežnik                 | Slovenska popevka 63    |
| 41.                     | Cipelica                                                                 | Ivica Krajač / I. Krajač / B. Hohnjec                    | Zagreb 64               |
| 42.                     | Monsieur                                                                 | K. Goetz, K. Hertha / Svetlana Makarovič / Milan Mihelič | 1964                    |
| 43.                     | Dixieland band                                                           | B. Hanighen, J. Mercer / V. Taufer / M. Rijavec          | 1964                    |
| 44.                     | Sukiyaki                                                                 | H. Nakamura, E. Rokusuke / G. Strniša / M. Mihelič       | 1964                    |
| 45.                     | Ples oblakov                                                             | J. Robežnik / E. Budau / J. Robežnik                     | Slovenska popevka 66    |
| 46.                     | Na Zmajskem mostu                                                        | Ati Soss / G. Strniša / A. Soss                          | Slovenska popevka 69    |
| 47.                     | Začaran grad (z Belimi vranami)                                          | B. Lesjak / E. Budau / B. Lesjak                         | Slovenska popevka 69    |
| 48.                     | Poletna noč                                                              | Mojmir Sepe / Elza Budau / M. Sepe                       | Slovenska popevka 64    |